# Subtext (Spiel)
Subtext ist ein Kommunikationsspiel von Wolfgang Warsch, das 2019 bei Pegasus Spiele in der Edition Spielwiese sowie im englischsprachigen Raum bei Stronghold Games erschienen ist. Bei dem Spiel geht es wie bei ähnlichen Spielen darum, dass Spieler einen Begriff zeichnen und andere diesen erraten müssen, wobei hier die Zeichnungen nicht zu eindeutig sein dürfen, um das Spiel zu gewinnen.

## Thema und Ausstattung
Bei Subtext handelt sich um ein Kommunikationsspiel, bei dem ein Spieler ähnlich wie bei klassischen Zeichenspielen wie Montagsmaler, Pictionary oder Activity jeweils einen vorgegebenen Begriff zeichnen muss. Die Mitspieler erhalten ebenfalls jeweils einen Begriff und müssen diesen zeichnen, in einer offenen Tipprunde versuchen dann alle Spieler herauszufinden, welcher der Mitspieler den gleichen Begriff wie der aktive Spieler bekommen hat und zeichnen musste. Um möglichst viele Punkte zu machen und das Spiel zu gewinnen, sollten die Zeichnungen nicht zu eindeutig und nur im Subtext von dem aktiven Spieler und dessen unbekanntem Partner zuzuordnen sein.
Das Spielmaterial von Subtext besteht neben der Spielanleitung aus:
- einem Spielbrett,
- acht farbigen Spielerfiguren als Punktemarker,
- 56 Tipp-Plättchen, davon jeweils 7 in jeder Spielerfarbe,
- 8 Punkte-Plättchen, je eines in jeder Spielerfarbe,
- 5 Zahlenkarten,
- 115 Wortkarten mit jeweils 5 Wörtern mit aufsteigendem Schwierigkeitsgrad,
- 8 Bleistiften, und
- einem Papierblock.

## Spielweise
Zur Vorbereitung wird das Spielbrett in die Tischmitte gelegt und jeder Spieler wählt eine Farbe, von der er die Spielfigur und Tipp-Plättchen (eines weniger als Spieler mitspielen) an sich nimmt. Die Wortkarten werden gemischt und verdeckt ausgelegt. Die Spieler einigen sich auf eine Zahl von 1 bis 5 und legen die entsprechende Zahlenkarte auf das Spielbrett, um die Nummer der Begriffe und damit den Schwierigkeitsgrad festzulegen. Jeder Spieler bekommt einen Bleistift sowie einige leere Blätter zum Zeichnen. Die Punkte-Plättchen der Spieler werden neben den Spielplan gelegt.
Abhängig von der Spieleranzahl werden sechs bis zehn Runden gespielt, wobei dann jeder Spieler bei kleinen Runden zwei Mal und bei größeren Runden nur ein Mal Geber ist. Der Geber ist der aktive Spieler der Runde und zieht zu Beginn der Runde eine Karte. Er merkt sich das Wort mit der vorher ausgewählten Nummer, die durch die Zahlkarte vorgegeben ist, und zieht dann weitere Karten, bis er für jeden seiner Mitspieler ohne sich selbst je eine Karte inklusive der ersten gezogenen Karte hat. Diese mischt er und verteilt sie an die Mitspieler, so dass ein Mitspieler, der Partner, dasselbe Wort wie er und alle anderen jeweils ein anderes Wort auf der Hand haben.
Alle Spieler zeichnen nun jeweils einen Hinweis zu ihrem Begriff, wobei es sinnvoll ist, diesen weder zu genau noch zu abwegig darzustellen. Alle Zeichnungen werden neben den Spielplan an die Felder A bis G gelegt und alle Spieler vergleichen diese mit der Zeichnung des Gebers, um herauszufinden, welcher Mitspieler den gleichen Begriff wie dieser zeichnen musste. Jeder Spieler einschließlich des Gebers wählt eines seiner Tipp-Plättchen A bis G und legt ihn verdeckt vor sich ab, danach werden diese gemeinsam umgedreht. Der Geber sagt sein Wort und derjenige, der das gleiche Wort zeichnen musste, zeigt auf seine Zeichnung. Alle Tipp-Plättchen, die nicht korrekt sind, werden wieder zurückgenommen und gelten als Fehltipp.
Nach jeder Runde erfolgt eine Auswertung:
- der Geber und sein Partner erhalten nur dann Punkte, wenn beide korrekt getippt haben; sie erhalten in dem Fall je einen Punkt für jeden Fehltipp.
- jeder andere Spieler, der richtig getippt hat, erhält einen Punkt pro Fehltipp sowie einen zusätzlichen Punkt.

War die Zuordnung zu offensichtlich und haben alle richtig getippt, erhalten entsprechend alle Mitspieler außer dem Geber und seinem Partner je einen Punkt, da es keine Fehltipps gab. War die Zuordnung dagegen so, dass nur der Geber und der Partner korrekt lagen, erhalten nur sie Punkte entsprechend der Fehltipps. Die Punkte werden mit der Spielfigur auf dem Spielbrett festgehalten und wenn ein Spieler die 12 übersteigt, bekommt er seinen entsprechenden Punktechip. Gewonnen hat der Spieler, der nach der festgelegten Anzahl Runden die meisten Punkte hat.

## Versionen und Rezeption
Das Spiel Subtext wurde von dem österreichischen Spieleautor Wolfgang Warsch entwickelt und wurde 2019 bei dem deutschen Verlag Pegasus Spiele in der Edition Spielwiese sowie in einer englischsprachigen Version bei Stronghold Games veröffentlicht.
Der Spielekritiker Wieland Herold bewertet das Spiel mit seiner zweithöchsten Wertung „Gerne morgen wieder“ Er resümiert

„Die Spannung ergibt sich aus der Andeutungsebene, dem SUBTEXT eben, der möglichst nur vom Partner erkannt werden sollte. Wenn ich ganz ehrlich bin, ist Zeichenfertigkeit dafür dann doch ganz hilfreich, aber Kreis, Dreieck und Quadrat, ergänzt mit wenigen Punkten und Strichen reichen oft aus. Mit der richtigen Gruppe bietet das Spiel kommunikativen Spaß, Entdeckerfreude und oft viel Gelächter am Spieltisch. Warsch kann Vieles, doppeldeutige Zeichenspiele gehören also auch in sein Portfolio.“

## Belege
1. 1 2 3 4 5 6 7  Spieleanleitung Subtext, Pegasus Spiele 2019
2. ↑  Subtext, Versionen bei BoardGameGeek. Abgerufen am 5. Mai 2019.
3. 1 2  Wieland Herold: Subtext. Rezension auf „Mit 80 Spielen durch das Jahr“, 27. März 2019; abgerufen am 5. Mai 2019.